# الزهراء (الجفارة)
الزهراء كان يسميها الإيطاليين بـ «بيانكي» هي مدينة غربي العزيزية، إلى الشمال منها، فيها أرض زراعية كثيرة وتعد من المدن الهامة التي تسكنها قبيلة ورشفانة، وتتمتع بموقع جغرافي مميز حيث يبعد عن مدينة طرابلس حوالي 40 كم، وتبعد عن مدينة العزيزية حوالي 20 كم، وتعد مركز خدمات مهمًا للمناطق المجاورة لها مثل: الجليدة والزهراء الشرقية والزهراء الغربية والناصرية والعامرية. وبها مقار إدارية وخدمية، ويعقد فيها سوق يوم الأربعاء من كل أسبوع كما توجد بها قرية ترينة المشهورة التي وقعت فيها معركة بين المجاهدين والقوات الإيطالية سنة 1917.